# 片山憲太郎
片山 憲太郎（かたやま けんたろう、1973年 -）は、日本の小説家。東京都出身。明星大学卒業。

## 人物
集英社主催の第3回スーパーダッシュ小説新人賞に応募した『電波日和』で佳作を受賞。投稿時のペンネームは「片山大介」。同作品は2004年、「集英社スーパーダッシュ文庫」から『電波的な彼女』として刊行された。
本人曰く、作文の類は苦手。なお『紅 〜ギロチン〜』執筆中に8年間使用していたパソコンが故障したため、当初の2006年4月発売予定から同年7月に延期となった。

## 作品
- 電波的な彼女シリーズ
- 紅シリーズ

## 作品における世界観
デビュー作『電波的な彼女』シリーズと第2作『紅』シリーズは、同じ世界観を共有した作品となっている。
両作に共通で登場しているキャラクターに柔沢紅香がおり、紅登場時の彼女も息子の柔沢ジュウの存在を気にかけるような発言をしている。
『電波的な彼女』に登場した堕花雨、斬島雪姫、円堂円らの苗字「堕花」「斬島」「円堂」が紅において裏十三家として登場する。
また、同じく『紅』では斬島雪姫の刃物を持つと性格が変わる、という性質を引き継いだキャラクター斬島切彦が登場する。